# La Peirosa e Fossat
La Peirosa e Fossat (francès Lapeyrouse-Fossat) és un municipi francès situat al departament de l'Alta Garona, a la regió Occitània.